# Ibraim II de Ifríquia
Ibraim II, nascido Abu Ixaque Amade ibne Maomé ibne Alaglabe ibne Ibraim ibne Alaglabe (em árabe: أبو إسحاق‎ أحمد بن محمد بن الأغلب بن إبراهيم بن الأغلب; romaniz.: Abū Ixāq Aḥmad ibn Muḥammad ibn al-Aġlab ibn Ibrāhīm ibn al-Aġlab; 27 de junho de 850 — 23 de outubro de 902) foi um emir aglábida de Ifríquia (atual Tunísia e Argélia Oriental) de 875 até à sua morte.
Sucedeu ao seu irmão Abu Algaranique (Maomé II), que morreu após reinar onze anos, herdando um reino depauperado pela peste de 874. Apesar disso, o seu reinado é próspero. Em 876 manda erigir a nova cidade de Racada perto de Cairuão e desenvolve a agricultura pondo em prática um sistema moderno de irrigação. Todavia, o declínio da dinastia aglábida começa durante o seu reinado. Este assiste a alguns sucessos militares: em 878 os Aglábidas conquistam Siracusa e em 902 terminam a conquista da Sicília.
Ibraim II abandona Cairuão, até então a capital de Ifríquia, e instala-se em Tunes com o seu governo a 12 de setembro de 894. Para esse efeito, manda construir a casbá no local onde ainda hoje se encontra. A cidadela situa-se a alguns metros da almedina de Tunes, da qual está separada por um cemitério e fortificações. A estadia de Ibraim em Tunes foi marcada por numerosos assassinatos. O soberano voltou a Cairuão em 896. A ausência foi aproveitada pelos habitantes de Tune para enviarem queixas fundamentadas a Bagdade, a capital do Califado Abássida. Estas queixas contribuem para que o califa decida exigir a abdicação de Ibraim a favor do seu filho Abedalá II. Ibraim lança-se então numa guerra contra os Bizantinos e morre numa batalha durante a invasão da Calábria.
No campo da arte e arquitetura, destacam-se os trabalhos de embelezamento levados a cabo na Grande Mesquita de Cairuão durante o reinado de Ibraim II.